# Eric Spooner

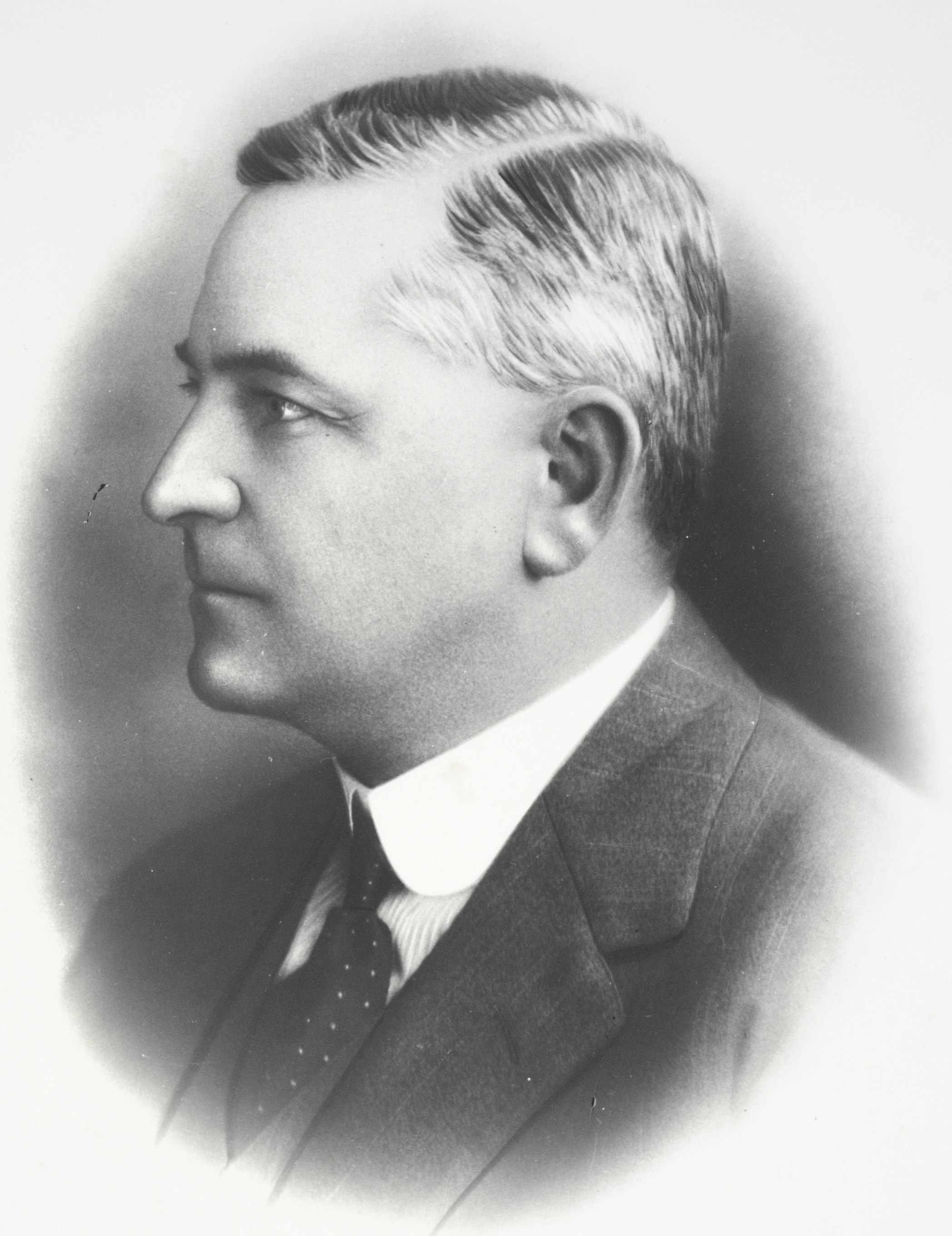
Eric Spooner

Eric Sydney Spooner (* 2. März 1891 in Redfern, New South Wales, Australien; † 3. Juni 1952 in Sydney, New South Wales) war ein australischer Politiker.

## Leben
Spooner wurde in der damaligen Vorstadt von Sydney, Redfern, geboren und graduierte an der Christ Church St Laurence School. Mit 14 wurde er Telegraphenbote und studierte des Nachts an der University of Sydney. Er schloss die Universität mit einem Diplom in Wirtschaft und Handel ab. Im Dezember 1919 heiratete er Maria Berry. Im Jahr 1922 gründete er das Wirtschaftsprüfungsunternehmen Hungerford, Spooner & Co zusammen mit seinem Bruder William, ein Minister der Liberal Party of Australia von 1949 bis 1964.

## Politische Karriere
Im Juni 1941 wurde er Minister für die Kriegsorganisation der Industrie, eine Position, die er bis zum Sturz der Regierung Fadden im Oktober 1941 beibehielt. Er verlor seinen Sitz in der Wahl von 1943. 1945 schloss er sich der neugegründeten Liberal Party of Australia an, wurde aber fast wegen seiner Meinung über die White Australia Policy vertrieben. Im Jahr 1946 kandidierte er vergeblich gegen Premierminister Ben Chifley.